# Platyzosteria ferox
Platyzosteria ferox är en kackerlacksart som beskrevs av Robert Walter Campbell Shelford 1909. Platyzosteria ferox ingår i släktet Platyzosteria och familjen storkackerlackor. Inga underarter finns listade i Catalogue of Life.